# Bernard (пиво)
Bernard (укр. Бернард) — пивна торговельна марка, пиво якої виробляється приватною броварнею у чеському містечку Гумполець краю Височіна. Торговельна марка названа за прізвищем одного з її засновників, Станіслава Бернарда.

## Історія
Історія торговельної марки розпочалася 1991 року, у якому три чеські підприємці відновили виробництво пива на Гумполецькій броварні, яку було засновано ще у XVI ст.
Пиво торговельної марки «Bernard» досить швидко знайшло велику кількість прихильників у країні, що викликало необхідність розширення виробництва. З метою фінансового забезпечення такого розширення у 2000 році підприємство було реорганізоване в акціонерне товариство, а 2001 року відбулося залучення стратегічного інвестора, яким стала бельгійська пивоварна компанія Duvel Moortgat. Бельгійські інвестиції наразі складають половину статутного фонду акціонерного товариства.
Завдяки залученню інвестиційних ресурсів підприємству вдалося посилити власні позиції на внутрішньому ринку пива, а також почати активно експортувати свою продукцію. Наразі пиво ТМ «Bernard» продається до таких країн як: Словенія, Росія, Швеція, Велика Британія, Данія, Австралія, Україна, Греція, Німеччина, Фінляндія, Польща, Грузія та США.

## Асортимент

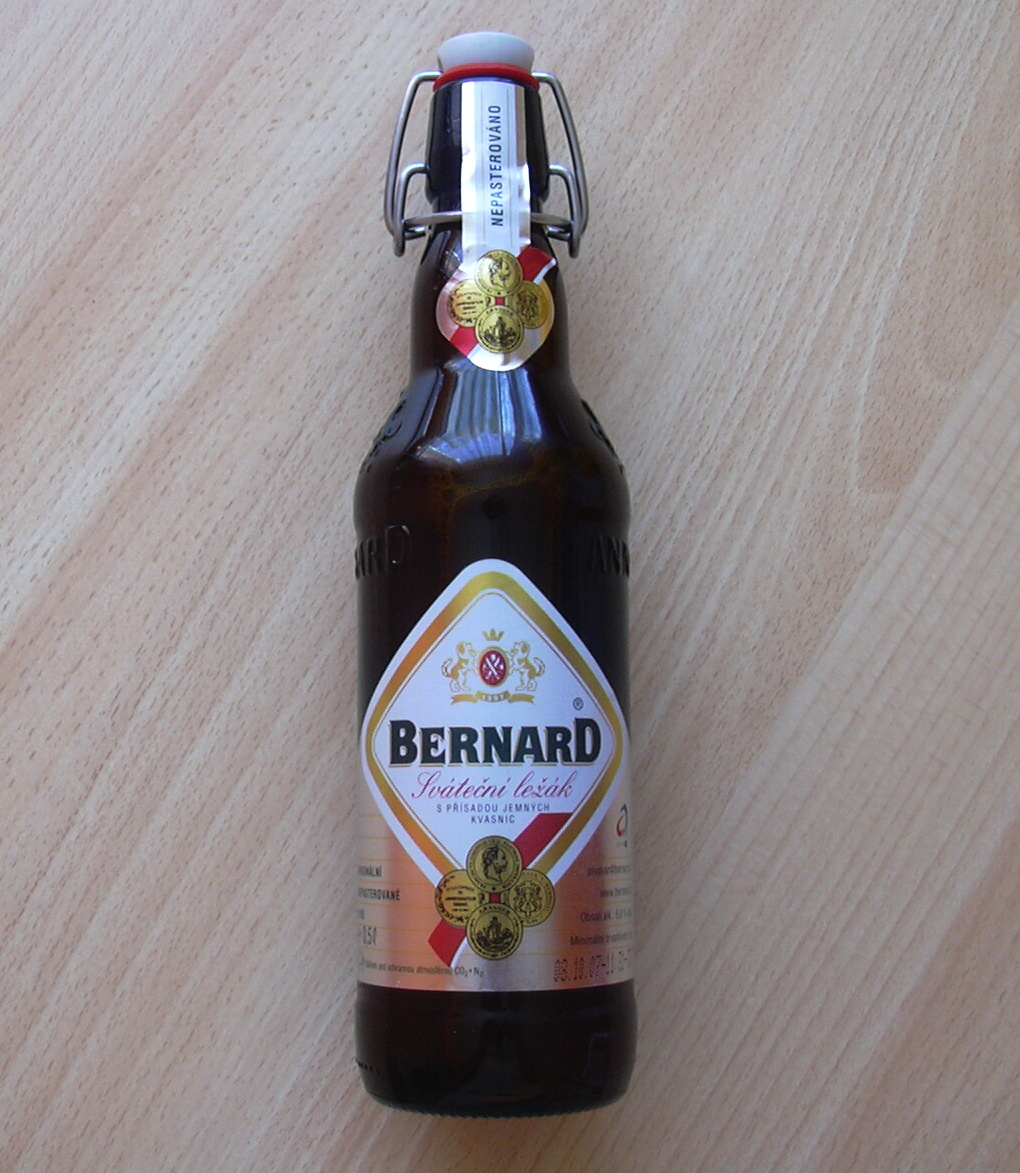
Пляшка пива Bernard Sváteční ležák.

На сьогодні лінійка ТМ «Bernard» включає декілька сортів, частина з яких відносяться до традиційних пільзнерів, а інші виробляються із застосуванням додаткових інгредієнтів та технологічних процесів, зокрема доброжування у пляшках:
- Světlé — густина: 10,0%, алк.об.: 3,8%.
- Světlý ležák 11° — густина: 11,0%, алк.об.: 4,5%.
- Světlý ležák 12° — густина: 12,0%, алк.об.: 4,7%.
- Sváteční ležák — густина: 12,0%, алк.об.: 5,0%. На ринку з 2005 року.
- Speciální černé pivo 13° — густина: 13,0%, алк.об.: 5,1%. Темне.
- Jantarový ležák — густина: 11,0%, алк.об.: 4,5%. Напівтемне.
- OX — густина: 14,0%, алк.об.: 5,8%. Міцне.

Крім того, випускається безалкогольне (з вмістом алкоголю до 0,5%) пиво під суббрендом «Bernard s čistou hlavou» (укр. Bernard з «чистою» головою), який наразі нараховує три сорти пива Free (світле), Jantar (напівтемне) та Švestka (сливове).